# Słowik szary
Słowik szary, bekwarek (Luscinia luscinia) – gatunek małego ptaka śpiewającego z rodziny muchołówkowatych (Muscicapidae). Ptaki z tej grupy są najznakomitszymi śpiewakami. Śpiew ich jest donośny, niezwykle urozmaicony, o dużej skali tonów. Słowik przylatuje na tereny Polski w kwietniu-maju, a odlatuje do Afryki w sierpniu-wrześniu.

## Występowanie
Zamieszkuje południową część Półwyspu Skandynawskiego, Europę wschodnią i część środkowej z zachodnią granicą zasięgu na łuku Karpat, linii Odry i dolnej Łaby, oraz zachodnią Syberię po górny bieg rzeki Jenisej i północny Kazachstan. Izolowana populacja na Kaukazie. Zimuje w południowo-wschodniej Afryce. Nie wyróżnia się podgatunków.
W Polsce to średnio liczny ptak lęgowy. Przez kraj przebiega zachodnia linia zasięgu tego gatunku. W latach 2013–2018 liczebność słowika szarego szacowano na 121–170 tysięcy par lęgowych i od początku wieku wykazuje ona umiarkowaną tendencję spadkową. Najliczniej gnieździ się w północno-wschodniej części kraju, nielicznie w części Pomorza, w Wielkopolsce czy na Śląsku.

## Morfologia
WyglądBrak wyraźnego dymorfizmu płciowego. Rdzawobrązowy z oliwkowym odcieniem, spód jaśniejszy, na piersi ciemne plamki. Osobniki młodociane odróżnia jedynie długość lotek pierwszorzędowych skrzydła.
Wymiary średnie
- długość ciała ok. 16–18 cm
- rozpiętość skrzydeł ok. 24–26 cm
- masa ciała ok. 20–35 g

## Ekologia i zachowanie

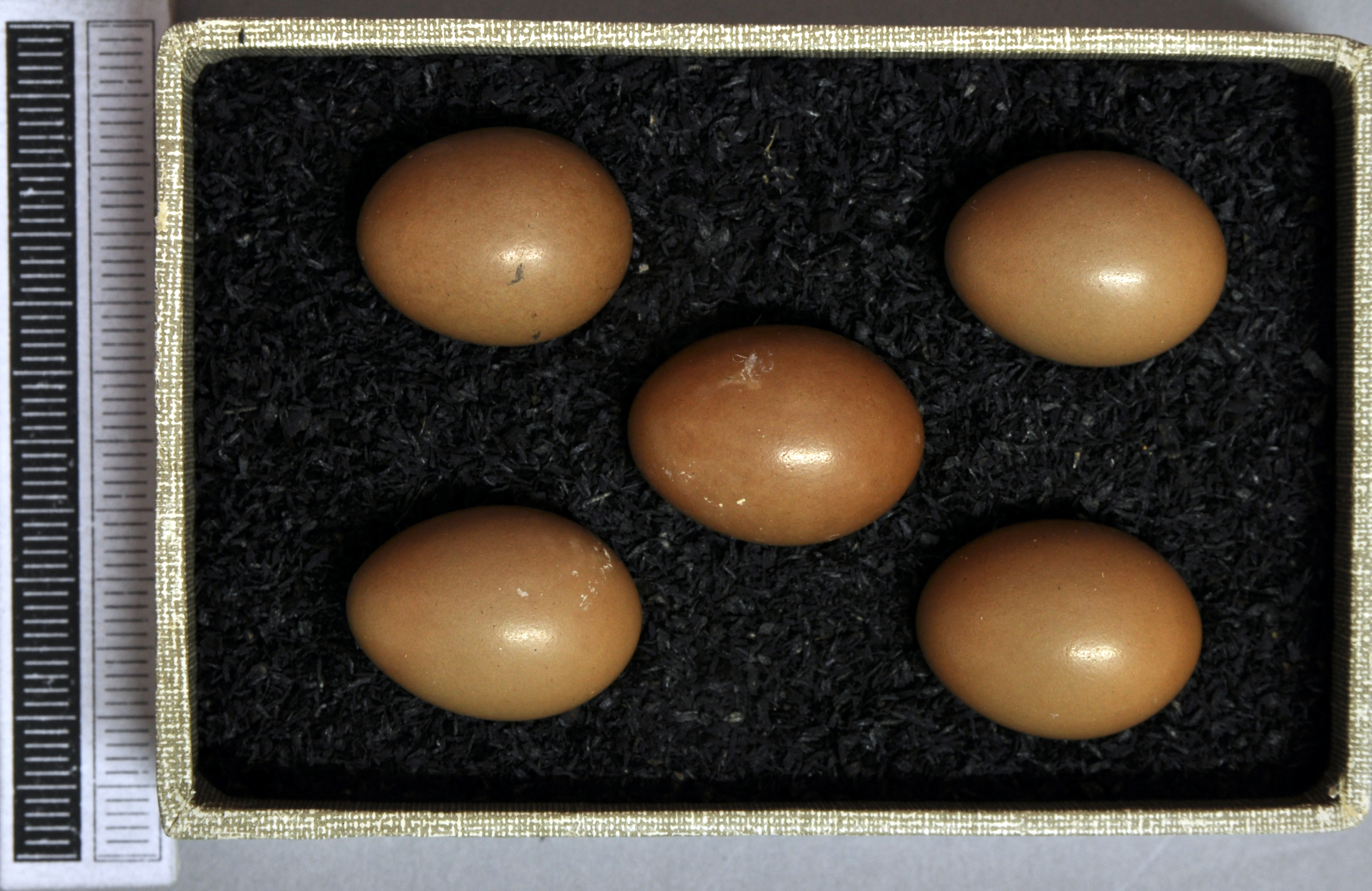
Jaja z kolekcji muzealnej

BiotopObrzeża wilgotnych lasów liściastych, parków, zarośli nadrzecznych i innych wilgotnych zadrzewień.
GniazdoNajczęściej nad ziemią lub w niskim krzewie, zbudowane z traw, zbutwiałych liści, łodyżek o skąpym wysłaniu z korzeni i traw.
JajaW ciągu roku wyprowadza jeden lęg, składając w maju 3–4 jaja, o zmiennym zabarwieniu, od cielistego po oliwkowe, z czerwonymi plamkami.
WysiadywanieJaja wysiadywane są przez okres 12–14 dni przez samicę. Pisklęta opuszczają gniazdo po około 12 dniach.
PożywienieOdżywia się przede wszystkim bezkręgowcami, a dietę uzupełnia owocami i nasionami. Szukając pożywienia, podskakuje i rozgarnia ściółkę.

## Status i ochrona
IUCN uznaje słowika szarego za gatunek najmniejszej troski (LC, Least Concern) nieprzerwanie od 1988 roku. Liczebność światowej populacji, obliczona w oparciu o szacunki organizacji BirdLife International dla Europy z 2015 roku, mieści się w przedziale 12–22 miliony dorosłych osobników. Globalny trend liczebności populacji uznawany jest za stabilny.
Na terenie Polski gatunek ten jest objęty ścisłą ochroną gatunkową. Na Czerwonej liście ptaków Polski został sklasyfikowany jako gatunek bliski zagrożenia (NT, Near Threatened).